# Forvia
Forvia (anciennement Faurecia jusqu'en 2022) est un groupe français d'ingénierie et de production d'équipements automobiles. L’entreprise développe, fabrique et commercialise des équipements destinés aux constructeurs automobiles : sièges, systèmes d’intérieur (planches de bord, panneaux de porte, éléments de décoration et modules acoustiques…), technologies de contrôle des émissions (échappements, réservoir à hydrogène, packs de batteries).

## Histoire
Le groupe naît en 1998 de la fusion d'ÉCIA (Équipements et composants pour l’industrie automobile), filiale de PSA créée en 1987 à partir d'anciennes divisions du groupe, et du producteur de sièges automobiles Bertrand Faure. En 2001, Faurecia achète l'équipementier automobile Sommer-Allibert. En décembre 2015, PSA passe pour la première fois sous la barre des 50 % au capital, les opérations en cours le faisant passer à 46,4 % et 63 % des droits de vote.

### L’impact de la crise en 2008
Confronté à un outil industriel peu performant (coûts de production, qualité insuffisante…) au début des années 2000 et à l'écart de la forte croissance aux États-Unis, le groupe traverse en 2005-2006 une période difficile alors que l’industrie automobile profite globalement de la croissance du marché.
En 2007 et 2008, malgré sa modernisation, l'entreprise est durement touchée par la crise économique fin 2008, ne gardant qu'une très faible marge opérationnelle à 0,8 % (91,2 millions d’euros) contre 1 % en 2007 (121,1 millions d’euros). Des charges de restructurations ont creusé sa perte nette à 574,8 millions d'euros, contre 237,5 millions en 2007. Une augmentation de capital de 450 millions d’euros, garantie à 100 % par PSA, est soumise au vote des actionnaires le 23 avril 2009. Elle est lancée en avril 2009 et réussit (son montant brut total est de 455 374 192 euros, par émission de 65 053 456 actions nouvelles).

### Le plan Challenge 2009
Le plan Challenge 2009 alors adopté a pour objectif d’abaisser le point mort de 15 % pour créer un effet de levier au retour de la croissance et vise une réduction des coûts de 600 M€ tout en maintenant les budgets Recherche et Innovation.
Parallèlement, l’entreprise cherche à renforcer sa présence hors Europe et mise en particulier sur les marchés émergents notamment l’Asie.
Toujours en 2009, avec le rachat de l'américain Emcon Technologies, numéro 3 mondial de l'échappement, Faurecia renforce sa position sur le marché du contrôle des émissions en Europe et en Amérique du Sud et entre sur le marché des véhicules commerciaux (camions).

### Depuis 2010: acquisitions et internationalisation
Au cours des années qui suivent, Faurecia procède à de nouvelles acquisitions :
- en 2010, Plastal Allemagne et Plastal Espagne, spécialisés dans les éléments de carrosserie en plastique (en particulier pour les mini-citadines Smart) ;
- en juillet 2012, les activités automobiles de Sora Composites, spécialisé dans les plastiques composites et l'utilisation de fibres de verre et de carbone ;
- en août 2012, Plastal France.

Parallèlement, Faurecia multiplie les accords avec des équipementiers internationaux, en particulier en Asie :
- en 2010, accords signés en Chine avec les équipementiers Xuyang Group, Limin et Changan ;
- en 2012, deux accords avec des fabricants japonais[15] :
  - avec Howa Textile Industry Co, pour la création d’une coentreprise dédiée aux panneaux de portes, à l'isolation de l'habitacle, aux pièces textiles,
  - avec NHK Spring : accord technique et commercial concernant la création de filiales en Chine et aux États-Unis.

Cette stratégie permet le retour de la croissance et la réduction de la dépendance à la situation du marché automobile européen. Après une année 2009 difficile, Faurecia a affiché une forte croissance en 2010 (+ 48 % du chiffre d’affaires), ainsi qu’en 2011 et 2012. Les ventes sont portées par l’Amérique du Nord et l’Asie (respectivement + 32,6 % et + 16,1 % en 2011, + 41 % et + 24 % en 2012).
En mars 2015, Faurecia annonce la création d'une coentreprise avec Dongfeng et ses partenaires occidentaux. Le chiffre d’affaires espéré à terme de la coentreprise est de 2 milliards d'euros. Le même mois, Faurecia en difficulté financière, licencie 126 employés dans les Vosges dans le bassin de Saint-Dié-des-Vosges.
En décembre 2015, Faurecia annonce que Plastic Omnium a l'intention d'acquérir pour 665 millions d'euros l'activité de pare-chocs de Faurecia, qui emploie 7 700 personnes. Plusieurs unités de productions comme celles liées aux matériaux composites, celles liées à la marque Smart et les coentreprises au Brésil et en Chine ne font pas partie de cette acquisition.
En mars 2018, Faurecia annonce l'acquisition de Hug Engineering, entreprise suisse spécialisée dans la purification des gaz d'échappement des moteurs à forte puissance. En octobre 2018, Faurecia annonce l'acquisition de Clarion, une entreprise japonaise spécialisée dans les systèmes de navigation, filiale d'Hitachi, pour 1,3 milliard de dollars.
En marge de la révélation en octobre 2019 de la fusion entre PSA et Fiat Chrysler Automobiles, Peugeot annonce son désengagement de l'entreprise dont il détient 46,3 % du capital et 63,1 % des droits de vote, ces titres devant être distribués aux actionnaires de PSA. Si Faurecia disposait d'une marge opérationnelle de 7,3 % en 2018, la perte de son actionnaire de contrôle intervient au moment d'un retournement du marché automobile.
En novembre 2019, Symbio, entreprise française produisant des systèmes hydrogène pour véhicules, devient une coentreprise à 50 %-50 % de Faurecia et Michelin.
En janvier 2021, lors de la fusion de PSA avec le groupe Fiat-Chrysler, la participation de Stellantis est abaissée de 46,3 % à 39 % puis redistribuée à ses propres actionnaires.
Le 14 août 2021, Faurecia annonce l'acquisition d'une participation de 60 % dans Hella pour 3,4 milliards d'euros, ainsi qu'une offre sur le capital restant, valorisant l'entreprise à 6,7 milliards d'euros. Faurecia et Hella créent ensemble le groupe Forvia.
Le 30 juin 2022, le groupe rejoint le consortium GravitHy,.
Le 30 mai 2023, l'assemblée générale des actionnaires vote le changement de nom de Faurecia SE à Forvia SE. 
En février 2024, l'équipementier automobile annonce la suppression de 10 000 postes en Europe à l'horizon 2028 sur les 75 500 que compte le groupe. Parmi les raisons invoquées se trouvent la baisse de la demande et la concurrence chinoise. Forvia prévoit de réduire ses effectifs européens de 13 %, grâce à un « taux d'attrition » important et une baisse des recrutements.

## Activités
En 2013, Faurecia est le leader mondial de l’intérieur du véhicule et des technologies de contrôle des émissions.
Au 31 décembre 2012, l'entreprise est présente dans 34 pays, via 320 sites et 30 centres de R&D, avec environ 94 000 salariés dont 5 500 ingénieurs et techniciens  (61 000 en 2007, 58 000 en 2008, 62 000 en 2009, 75 000 en 2010).
Le groupe s'est structuré autour de 4 activités :
- Faurecia Automotive Seating : mécanismes et structures de siège ;
- Faurecia Interiors : intérieur du véhicule ;
- Faurecia Clean Mobility (autrefois Faurecia Control des Émissions) : technologies de contrôle des émissions ;
- Faurecia Clarion Electronics (depuis le 01/04/2019) : électronique embarquée et systèmes ADAS à basse vitesse.

## Implantations
Le siège social du groupe se trouve à Nanterre. Le groupe est présent dans 34 pays avec 320 sites et 30 centres majeurs de R&D. (chiffres 2013).
En 2013, Faurecia est principalement présent en : 
- Allemagne, Autriche, Belgique (Forest), Espagne, France, Italie, Luxembourg, Pays-Bas, Pologne, Portugal, République tchèque, Roumanie, Royaume-Uni, Russie, Slovaquie ;
- Argentine, Brésil, Uruguay ;
- États-Unis, Mexique, Canada ;
- Chine, Corée du Sud, Inde, Japon, Thaïlande, Turquie ;
- Afrique du Sud, Maroc, Tunisie.

## Données financières
| Années                       | 2016   | 2017   | 2018   | 2019   | 2020   | 2021 est |
| ---------------------------- | ------ | ------ | ------ | ------ | ------ | -------- |
| Chiffres d'affaires (M€)     | 18 711 | 16 962 | 17 525 | 17 768 | 14 654 | 16 635   |
| Résultat d'exploitation (M€) | 970    | 1 170  | 1 274  | 1 283  | 406    | 1 126    |
| Résultats net (M€)           | 638    | 610    | 701    | 590    | -379   | 512      |
| Dettes (M€)                  | 342    | 452    | 478    | 2 524  | 3 128  | 2 749    |

## Actionnaires
Au 22 décembre 2024 :
| Franklin Resources Inc.    | 8,99 % |
| Exor N.V.                  | 5,05 % |
| Peugeot 1810               | 3,10 % |
| État français (Bpifrance)  | 2,16 % |
| Dongfeng Motor Corporation | 1,97 % |
| BlackRock                  | 3,83 % |
| Flottant                   | 64 %   |

Au 28 avril 2019.
| Groupe PSA                           | 46,3 % |
| Oddo BHF Asset Management            | 2,36 % |
| Norges Bank Investment Management    | 1,48 % |
| The Vanguard Group                   | 1,46 % |
| Invesco Asset Management Deutschland | 1,29 % |
| BNP Paribas Asset Management France  | 1,23 % |
| BlackRock Fund Advisors              | 0,88 % |
| JPMorgan Asset Management            | 0,67 % |
| Amundi Asset Management              | 0,65 % |
| Lyxor International Asset Management | 0,62 % |

## Innovation
Faurecia oriente sa stratégie de recherche et développement autour de 3 axes : 
- la performance environnementale, en développant des solutions de contrôle des émissions, de récupération d’énergie (par exemple pour chauffer l’habitacle) et en utilisant des matériaux bio-sourcés.
- la réduction de la consommation de carburant, essentiellement via l’allègement des produits (siège, équipement intérieur, pare-chocs et échappement représentent de 15 à 20 % de la masse totale d’un véhicule)
- des solutions de confort et style personnalisés.

La R&D chez Faurecia a représenté 956 M€ en 2014, soit 5,4 % du CA. L’entreprise dépose chaque année 300 nouvelles demandes de brevets en moyenne (avec un record à 460 brevets en 2012) dans les domaines produits, matériaux et procédés de fabrication.
Entre 2009 et 2012, Faurecia a créé plusieurs centres de R&D, en France et à l’étranger : 
- ouverture d’un laboratoire électronique pour Faurecia Sièges d’automobiles dans le TechCenter de Brières-les-Scellés en 2011[39];
- centre de développement à Limeira au Brésil, dédié aux Technologies de Contrôle des émissions en 2012[40] ;
- nouveau centre de R&D en Inde à Pune en 2012[41];
- le 14 novembre 2013, Faurecia annonce doubler son investissement dans le site de Chennai en Inde[42].

Faurecia développe également des partenariats avec ses fournisseurs, les instituts de recherche, le monde universitaire :
- lancement d’une chaire sur les composites avec l’École Centrale de Nantes en 2011[43],
- création de chaires : 
  - « mécatronique automobile » avec Supelec et ESIGELEC[44],
  - « lignes d’assemblage et logistique » avec l’École centrale Paris (ECP, France) et la Technische Universität Munchen (TUM, Allemagne),
  - « matériaux métalliques et procédés de transformations innovants » avec la Technische Universität Dortmund (TUD, Allemagne)[45]…
  - « composites industriels pour applications automobiles » avec l'École centrale de Nantes.

## Direction de l'entreprise

### Conseil d'administration
La société ne possède pas de conseil de surveillance.
Au 1er mars 2013 :
- Président-directeur général : Patrick Koller, depuis le 1er juillet 2016.

Yann Delabrière auparavant chargé des affaires financières de Groupe PSA a succédé à 
Grégoire Olivier, nommé le 8 septembre 2006. À l'issue de l'Assemblée Générale du 30 mai 2017, il est nommé dans le rôle de Président d'honneur de Faurecia et Michel de Rosen le remplace.

## Principaux concurrents
Les sociétés américaines Johnson Controls et Visteon sont les principales concurrentes du groupe Faurecia. On compte aussi Tenneco, Lear, Magna et Plastic Omnium parmi ses concurrents.
Fin 2012, Faurecia est 5e du classement mondial des équipementiers les plus performants du secteur automobile, établi par l’Usine Nouvelle et le cabinet Roland Berger, derrière Continental AG, Hyundai Mobis, Cummins, Bosch. Il est le 1er français devant Michelin (11e), Valeo (13e) et Plastic Omnium (25e).

## Affaires et controverses

### Affaire Faurecia
En juillet 2006, la justice allemande ouvre une enquête portant sur des soupçons de versements de pots-de-vin à des cadres des constructeurs automobiles de BMW et Volkswagen. Pierre Levi, alors PDG de Faurecia, reconnut être au courant de ces agissements qui avaient commencé avant sa présidence (pratiques héritées de Sommer-Allibert, achetée en 2000).
Il fut aussi reconnu contre Pierre Levi le fait de ne pas avoir mis fin à ces pratiques assez rapidement. Il remit sa démission au conseil d'administration de Faurecia le 2 août 2006. L'affaire impliquerait les marques Volkswagen, Audi, BMW et Seat, mais d'autres équipementiers comme Lear seraient visés.
Pierre Levi est condamné par la justice allemande en 2007 à une peine d'un an avec sursis et 300 000 euros d'amende.

### Affaire Faurecia contre Oracle
Après la livraison en retard d'un produit informatique d'Oracle à Faurecia en 1998, Faurecia cesse complètement les paiements, plutôt que d'accepter uniquement le dédommagement prévu par la clause de responsabilité limitée du contrat. Le litige va jusqu'en cour de cassation, qui tranche en 2010 en faveur d'Oracle. Ceci valide et renforce ainsi le principe des clauses limitatives de responsabilité dans les contrats en France.